# Dorfkirche Münchehofe (Müncheberg)

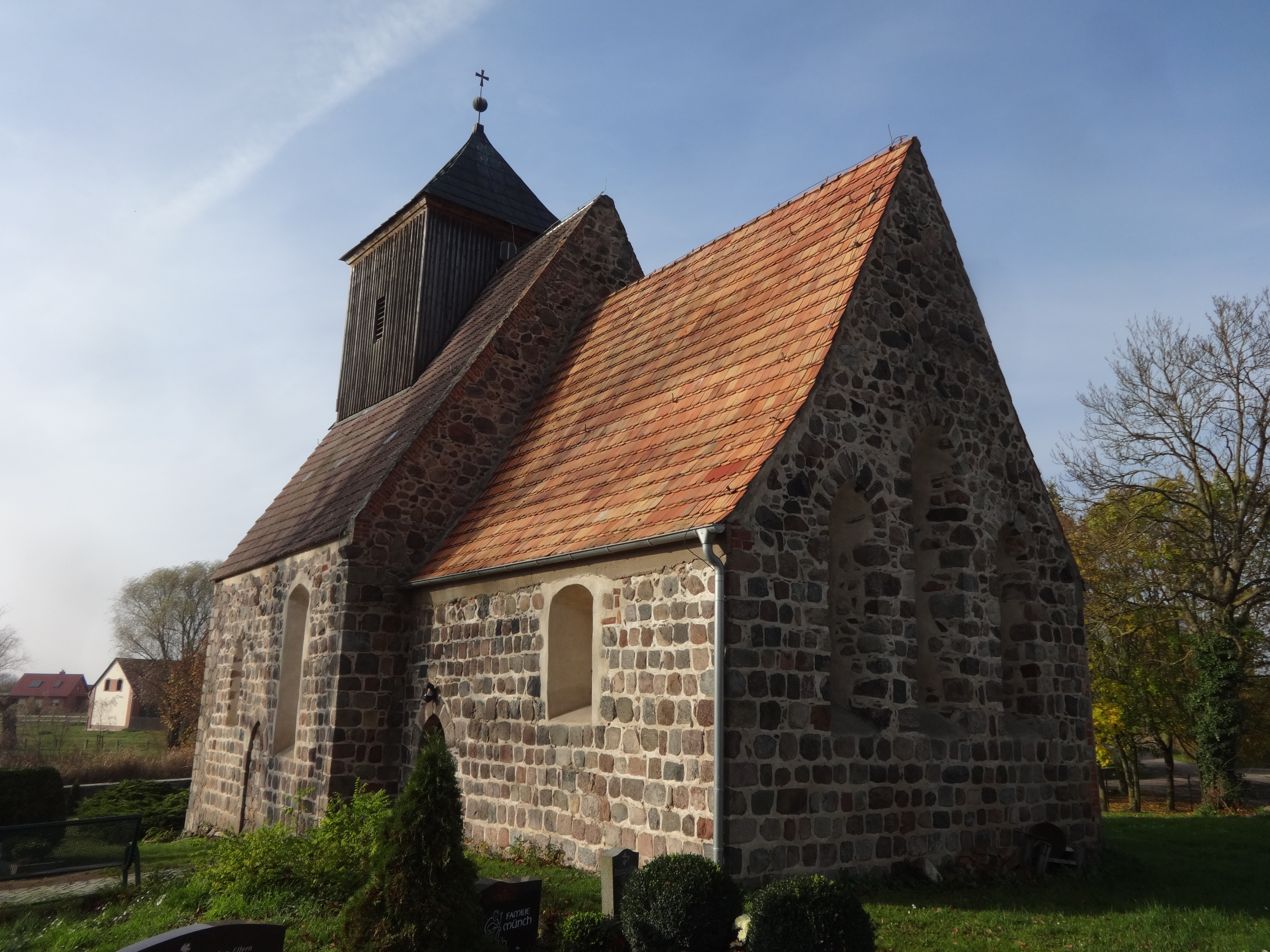
Dorfkirche Münchehofe

Die evangelische Dorfkirche Münchehofe ist eine Feldsteinkirche aus der zweiten Hälfte des 13. Jahrhunderts in Münchehofe, einem Ortsteil der Stadt Müncheberg im Landkreis Märkisch-Oderland im Land Brandenburg. Die Kirchengemeinde gehört zum Kirchenkreis Oderland-Spree der Evangelischen Kirche Berlin-Brandenburg-schlesische Oberlausitz.

## Lage
Die Alte Seestraße führt von Südwesten kommend in den Ort und kreuzt dort die Buckower Straße, die von Nordwesten kommend in Richtung Südosten durch die Gemarkung verläuft. Das Bauwerk steht südlich dieser Kreuzung auf einer Anhöhe, die durch eine Mauer aus wenig behauenen und nicht lagig geschichteten Feldsteinen eingefriedet ist.

## Geschichte
Der Sakralbau wurde in der zweiten Hälfte des 13. Jahrhunderts errichtet. Er geht vermutlich auf die Schenkung des Ortes an die Zisterzienser zurück, die den Kirchbau in der Region forcierten. Der westliche Kirchturm ist deutlich jüngeren Datums. Es ist denkbar, dass dieser Bereich im Dreißigjährigen Krieg zerstört und zu einem späteren Zeitpunkt wiederaufgebaut wurde. Im Jahr 1972 beschädigte ein Sturm das Bauwerk so stark, dass ein Abriss geplant war. Dieser konnte durch die Initiative der Einwohner abgewendet werden, die 1988 mit der Instandsetzung des Dachs eine umfassende Sanierung der Kirche begannen. Nach der Wende gründete sich ein Förderverein, der die Arbeiten fortsetzte.

## Baubeschreibung

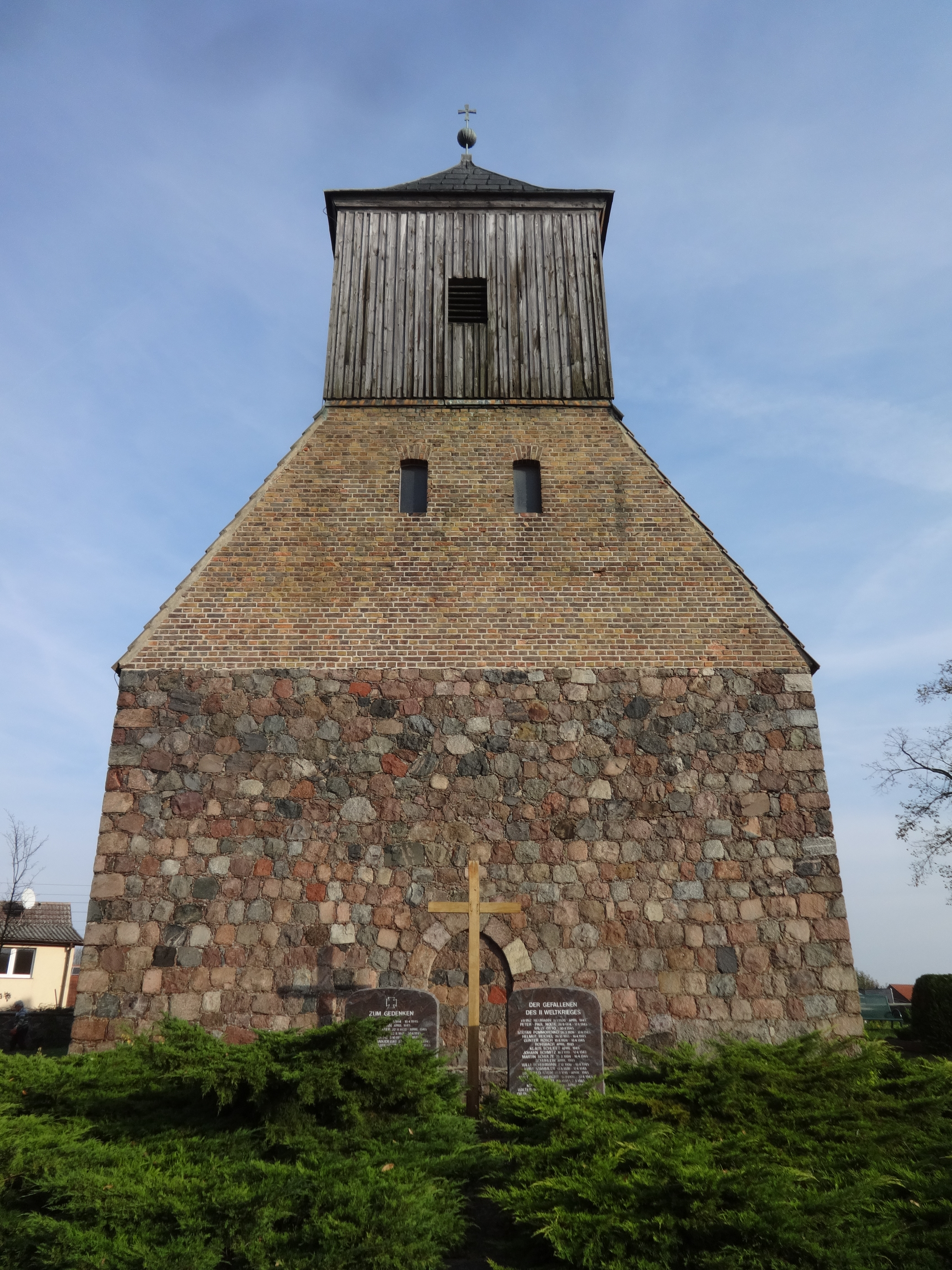
Westansicht

Der Chor mit einem rechteckigen Grundriss ist gerade und stark eingezogen. Er wurde aus Feldsteinen errichtet, die überwiegend sorgfältig behauen und lagig geschichtet wurden. Im Bereich der östlichen Chorwand trifft dies auf den unteren Bereich zu. Dort ist ein Lanzett-Drillingsfenster mit überhöhten Spitzbogen, die in den Giebel hineinreichen. Dieser wurde aus nicht behauenen und deutlich kleineren Steinen errichtet, die nicht lagig geschichtet wurden. Es ist daher denkbar, dass dieser Bereich zu einem früheren Zeitpunkt verputzt oder verbrettert war. Möglich ist aber auch, dass er etwa durch Kriegseinwirkungen in seiner ursprünglichen Form zerstört wurde. Die Gewände der Fenster wurden ebenfalls aus Feldsteinen errichtet und teilweise verputzt. An der südlichen Wand des Chors ist im östlichen Bereich ein gedrückt-segmentbogenförmiges Fenster, dessen Laibung verputzt ist. Dieses Fenster war zur Bauzeit vermutlich spitzbogenförmig und wurde „barock“ vergrößert. Links davon ist eine spitzbogenförmige Priesterpforte, deren Gewandsteine sorgfältig behauen sind und die damit aus der Bauzeit stammen dürfte. Die Nordwand des Chors besteht aus teilweise behauenen Steinen, die im oberen Bereich lagig geschichtet wurden. Darunter ist ein großer, sich fast über die gesamte Breite des Chors erstreckender Bogen aus Feldsteinen. Er ist an den äußeren Seiten mit Feldsteinen und im Zentrum mit rötlichen Mauersteinen zugesetzt, die möglicherweise eine rechteckige Pforte zusetzen. Weitere Ausbesserungsarbeiten mit diesen Steinen wurden an der östlichen Seite der Wand vorgenommen. Die Form lässt auf eine Sakristei schließen, die zu einem früheren Zeitpunkt vorhanden war und schließlich zurückgebaut wurde. Ob dies in mehreren Abschnitten geschah, ist bislang nicht überliefert. Der Chor trägt ein schlichtes Satteldach.
Nach Westen schließt sich das vergleichsweise kurze Kirchenschiff an. Es hat ebenfalls einen rechteckigen Grundriss und wurde im Wesentlichen aus sorgfältig behauenen Feldsteinen errichtet. An der Südseite ist zunächst ein schmales, gotisches Fenster, daneben eine ebenfalls zugesetzte Pforte. Nach Osten hin schließt sich ein ebenfalls barock vergrößertes Fenster an, das sich über die oberen zwei Drittel der Fassade erstreckt. Im oberen Bereich sind die Steine ebenfalls wenig behauen und nur wenig in Lagen geschichtet. In Höhe des Kämpfers des großen Fensters ist eine dünne Lage aus behauenen Steinen; darüber verlaufen die Linien weitgehend. Das könnte mit der späteren Errichtung der westlichen Fassade zusammenhängen. Diese setzt sich bereits an der Südwand deutlich durch ein anderes Mauerwerk vom übrigen Baukörper ab. Die Nordseite des Kirchenschiffs zeigt ein gleiches Bild, jedoch fehlt hier eine Pforte. Die östliche Wand sowie der Giebel wurden aus wenig behauenen Feldsteinen errichtet. Die westliche Seite des Kirchenschiffs wurde wiederum aus gleichmäßig behauenen Steinen erbaut. Mittig ist eine zugesetzte, spitzbogenförmige Pforte. Der Giebel ist aus gelblich-roten Mauersteinen erbaut. Darin sind im oberen Bereich zwei bienenkorbförmige Fenster. Das Kirchenschiff trägt ebenfalls ein schlichtes Satteldach.
Oberhalb dieser Konstruktion erhebt sich der Westturm. Er ist verbrettert und hat an allen vier Seiten eine kleine, rechteckige Klangarkade. Darüber ist ein Pyramidendach, das mit Turmkugel und Wetterfahne abschließt.

## Ausstattung
Zur ursprünglichen Kirchenausstattung gehörte ein Altarretabel aus der Zeit um 1520. Es befindet sich im 21. Jahrhundert im Dom St. Marien in Fürstenwalde/Spree. An seiner Stelle steht seit dem Anfang des 21. Jahrhunderts ein Wurzelaltar.
Das Bauwerk ist in seinem Innern sowohl im Chor wie auch im Kirchenschiff flach gedeckt. Das hochgesetzte Lanzettfenster im Chor lässt jedoch darauf schließen, dass zumindest dieses Bauteil für ein Gewölbe vorbereitet war bzw. es zu einer früheren Zeit ein solches besaß. Chor und Kirchenschiff werden durch einen tiefen Triumphbogen voneinander getrennt.
Vor dem zugesetzten Westportal steht ein hölzernes Kreuz sowie zwei Gedenktafeln, die an die Gefallenen aus dem Zweiten Weltkrieg erinnern. An der südöstlichen Außenwand ist ein weiteres Mahnmal für die Gefallenen aus dem Ersten Weltkrieg.